# Itame marcescaria
Itame marcescaria là một loài bướm đêm trong họ Geometridae.